# Alberto de Cashel

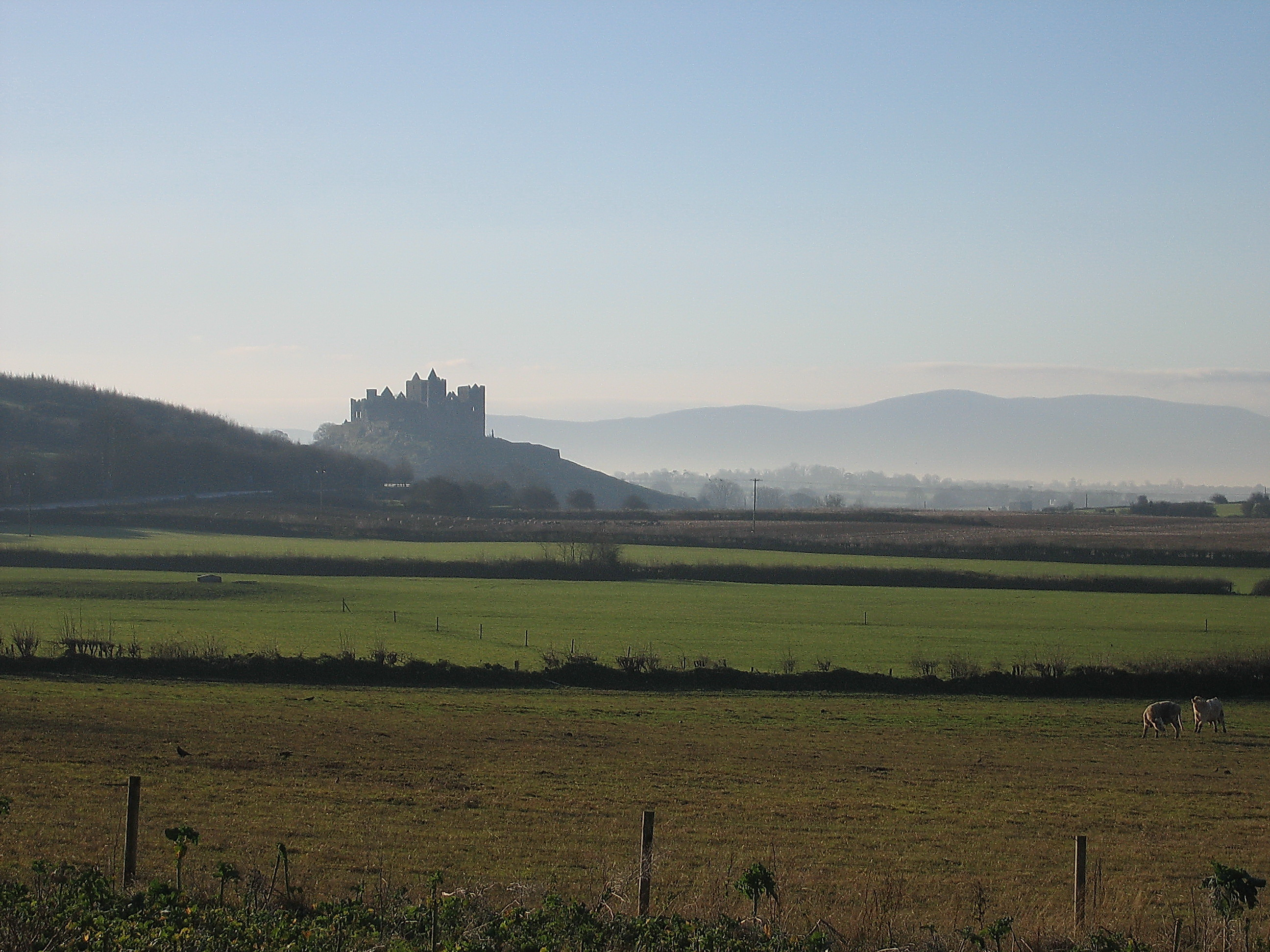
La Roca de Cashel

Alberto de Cashel (f. 800, Ratisbona) fue un santo del siglo VIII, patrón de Cashel, Irlanda. Su festividad se celebra el 8 de enero.

## Vida
Tradicionalmente considerado como un inglés que trabajó en Irlanda y luego en Baviera, Alberto fue a Jerusalén y murió en Ratisbona en su viaje de regreso.
Era un evangelista que trabajaba principalmente en la ciudad de Cashel, y pudo haber sido obispo allí. En una legendaria biografía del siglo XII, se le llama natione Anglus, converse Angelicus: "por raza, ángulo, por modales, ángel". Continuó su trabajo como evangelista en Baviera con Erardo de Ratisbona, y según los informes, sufrió de artritis en espalda y caderas.
Hizo una peregrinación a Jerusalén, con Erardo de Ratisbona. Viajó a Jerusalén pero murió en el 800 en Ratisbona en el viaje de regreso.
La tumba de Alberto está en Niedermünster en Ratisbona y fue canonizado el 19 de junio de 1902 por el papa León XIII.

## Controversia
Algunos han cuestionado su existencia, otros cuestionan su papel como Arzobispo de Cashel, citando que esta diócesis no existió hasta 1118.

## Literatura
- Stefan Weber: Dado Konstruktion eines fabulösen »irischen« Heiligenlebens? Der heilige Albert, Regensburg und dado Iren, en: Irische Mönche en Süddeutschland. Literarisches und kulturelles Wirken der Iren im Mittelalter, ed. D. Walz/J. Kaffanke (Lateinische Literatur im deutschen Südwesten 2), Heidelberg 2009, p. 229-304.